# Liste der Monuments historiques in Saint-Mammès
Die Liste der Monuments historiques in Saint-Mammès führt die Monuments historiques in der französischen Gemeinde Saint-Mammès auf.

## Liste der Bauwerke
| Bezeichnung      | Beschreibung                  | Standort                    | Kennzeichnung | Schutzstatus | Datum | Bild           |
| ---------------- | ----------------------------- | --------------------------- | ------------- | ------------ | ----- | -------------- |
| Kirche St-Mammès | Erbaut ab dem 12. Jahrhundert | Place Renoux-Bernard (Lage) | PA00087272    | Inscrit      | 1926  | weitere Bilder |

## Liste der Objekte
Zum Verständnis siehe: Kirchenausstattung
- Monuments historiques (Objekte) in Saint-Mammès in der Base Palissy des französischen Kultusministeriums